# 老龙头水库
老龙头水库，位于中国吉林省辽源市西安区灯塔镇成山村、三道河上的一座小型水库，控制流域面积47.43平方公里，总库容964万立方米，为辽源市饮用水水源地之一。